# Dream Trigger 3D
Dream Trigger 3D est un jeu vidéo de type shoot 'em up développé par Art Co. et édité par D3 Publisher, sorti en 2011 sur Nintendo 3DS.

## Accueil
- Jeuxvideo.com : 12/20[1]